# Quiller
Quiller è una serie televisiva britannica in 13 episodi trasmessi per la prima volta nel corso di una sola stagione nel 1975.
È una serie drammatica di spionaggio incentrata sulle vicende dell'agente segreto Quiller, personaggio creato dal romanziere Elleston Trevor, protagonista di una serie di romanzi thriller ambientati durante la Guerra Fredda, scritti con lo pseudonimo di "Adam Hall".
La sceneggiatura del secondo episodio (Tango Briefing) è accreditata ad "Adam Hall" ed è tratta dal suo romanzo omonimo. Tutti gli altri episodi sono stati scritti per la serie.

## Trama
Quiller lavora per una organizzazione segreta britannica nota semplicemente come "The Bureau". L'organizzazione manda Quiller in varie missioni in tutto il mondo per recuperare documenti mancanti, evitare che i segreti cadano nelle mani del nemico, salvare agenti "dormienti", rimpatriare in modo sicuro agenti o membri del personale o eliminare quelli che il governo di Sua Maestà vuole che scompaiano. Il suo supervisore al Bureau è Angus Kinloch.

## Personaggi e interpreti

### Personaggi principali
- Quiller (13 episodi, 1975), interpretato da Michael Jayston.
- Angus Kinloch (13 episodi, 1975), interpretato da Moray Watson.

### Personaggi secondari
- Roz (3 episodi, 1975), interpretata da Sinéad Cusack.
- Diane (2 episodi, 1975), interpretata da Prunella Gee.
- Betty (2 episodi, 1975), interpretata da Jean Rimmer.
- Jim Lane (2 episodi, 1975), interpretato da Lon Satton.
- Loman (2 episodi, 1975), interpretato da Nigel Stock.

## Produzione
La serie fu prodotta da Peter Graham Scott e Anthony Coburn per la British Broadcasting Corporation

### Registi
Tra i registi sono accreditati:
- Michael Ferguson in 3 episodi (1975)
- Raymond Menmuir in 2 episodi (1975)
- David Sullivan Proudfoot in 2 episodi (1975)
- Viktors Ritelis in 2 episodi (1975)

### Sceneggiatori
Tra gli sceneggiatori sono accreditati:
- Trevor Dudley Smith in 13 episodi (1975)
- Brian Clemens in 3 episodi (1975)
- Michael J. Bird in 2 episodi (1975)

## Distribuzione
La serie fu trasmessa nel Regno Unito dal 29 agosto 1975 al 28 novembre 1975 sulla rete televisiva BBC One.

## Episodi
| Stagione       | Episodi | Prima TV Regno Unito |
| -------------- | ------- | -------------------- |
| Prima stagione | 13      | 1975                 |